# Mohamed Hassad
Mohamed Hassad, né le 17 novembre 1952 à Tafraout, d'une famille berbère chleuhe originaire de village Ameln de Tafraout dans la région de Souss au Maroc.
Il effectue ses études primaires dans son village avant de s'envoler à Casablanca . Il avait pour camarade de classe au lycée Hassan Abouyoub, diplomate toujours en poste et ancien ministre, est un ingénieur et homme politique marocain chleuh, ancien ministre et wali de la région de Tanger-Tétouan.
Le 5 avril 2017, il est nommé ministre de l’Éducation nationale, de la Formation professionnelle, de l’Enseignement supérieur et de la Recherche scientifique du Maroc dans le gouvernement El Othmani. Il est déchu de sa mission de ministre de la Formation Professionnelle, de l'Enseignement Supérieur et de la Recherche Scientifique, avec d'autres ministres et responsables le 24 octobre 2017 par décision royale.

## Biographie
Originaire du Souss, il s'envole à Paris après son baccalauréat scientifique pour poursuivre ses études à l'École polytechnique ; il en sort diplômé en 1974. Il est également diplômé de l'École nationale des ponts et chaussées.
Il occupe ensuite plusieurs postes de premier plan, notamment dans le domaine de l'équipement de 1976 à 1981. Il a ensuite occupé le poste de Directeur Général de l'Office National d'Exploitation des Ports (ODEP) de 1985 à 1993. Entre 1993 et 1995, il est ministre des Travaux publics, de la Formation professionnelle et de la Formation des cadres dans les gouvernements Lamrani VI et Filali I.  Le 31 janvier 1995, il devient président-directeur général de la compagnie aérienne nationale Royal Air Maroc.
Le 27 juillet 2001, il est nommé par le roi Mohammed VI wali de la région Marrakech-Tensift-Al Haouz, puis en juin 2005, wali de la région Tanger-Tétouan et gouverneur de la préfecture de Tanger-Assilah.
Le 12 novembre 2012, il est nommé président du conseil de surveillance de l'Agence spéciale Tanger-Méditerranée (TMSA).